# エッジウェア駅 (LNER)
エッジウェア駅（エッジウェアえき、英語：Edgware railway station）は、ロンドン北部、エッジウェアにあったロンドン・アンド・ノース・イースタン鉄道（英語：London and North Eastern Railway、LNER）の駅である。当駅は1867年に開業し、1939年に旅客営業を、1964年に貨物営業を廃止している。
ロンドン地下鉄ノーザン線のエッジウェア駅は当駅の北東約200 メートルの位置にあるが、当駅とは別の事業体が経営する別の駅である。

## 歴史
当駅はエッジウェア・ハイゲート・アンド・ロンドン鉄道（英語：Edgware, Highgate and London Railway、E&HLR）の北の終点として計画され、路線の開業直前にエッジウェア・ハイゲート・アンド・ロンドン鉄道を吸収したグレート・ノーザン鉄道によってミドルセックスの田園地帯に1867年8月22日に開業した。この路線はフィンズベリー・パークからハイゲート経由でエッジウェアに至るもので、ハイゲートからアレクサンドラ・パレスへの支線と、フィンチリーからハイ・バーネットへの支線があり、当駅の南隣にはミル・ヒル(ザ・ヘイル)駅があった。1921年鉄道法によりイギリスの鉄道会社は「ビッグ・フォー」と呼ばれる4社に再編され、当駅は1923年からロンドン・アンド・ノース・イースタン鉄道（英語：London and North Eastern Railway、LNER）の駅となった。
1933年にロンドン地下電気鉄道を含むロンドンの公共交通機関運営会社を統合して設立されたロンドン旅客運輸公社は、1935年に当駅を含むロンドン・アンド・ノース・イースタン鉄道の路線をニュー・ワークス・プログラムの一環として行われるノーザン・ハイト開発計画のため後者に吸収、路線を近代化、電化の上ロンドン地下鉄モーデン - エッジウェア線（後のノーザン線、以下、年代に関わらずノーザン線と表記する）の路線網に組み込む計画を発表した。ロンドン・アンド・ノース・イースタン鉄道の路線は当駅の東でノーザン線と交差する部分からノーザン線に乗り入れてノーザン線のエッジウェア駅に入り、当駅は廃止されることになっていた。ノーザン線は北西にハートフォードシャーのブシー・ヒースまで延伸され、途中にブロックレイ・ヒル駅、エルストリー・サウス駅が設けられることが併せて計画された。

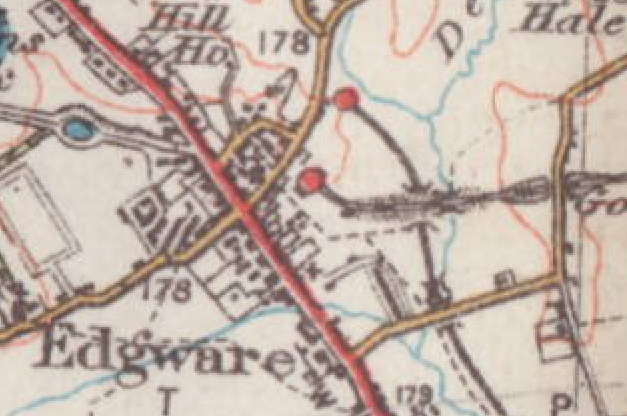
1930年のエッジウェアの地図。地下鉄の駅が上に、LNERの駅が下に描かれている。LNERの路線が東に延びている。

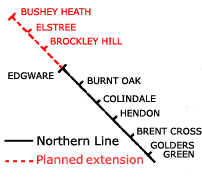
ブシー・ヒースへの延伸計画

1930年代後半に工事が始まったが、計画の初期段階で第二次世界大戦が勃発したことで、中途で中断されることとなった。当駅からフィンチリー・セントラル駅までの区間は近代化・電化工事のため1939年9月10日に旅客営業を休止したが、1941年に営業を再開したフィンチリー・セントラル駅からミル・ヒル・イースト駅までの1駅間のみでしか電化工事が完了しなかった。
戦後は工事資金の不足とメトロポリタン・グリーン・ベルトと呼ばれる、ロンドン市域の拡張を制限する計画により、ノーザン・ハイト計画の未完成部分は1950年に中止された。ブシー・ヒースへの延伸線は、その大半がグリーン・ベルトに指定されて開発が規制されたため建設の意味が失われ、建設が中止された。延伸線が建設されなければ、当駅からミル・ヒル・イースト駅までの区間のただひとつの途中駅であるミル・ヒル（ザ・ヘイル）駅近くにはロンドン・ミッドランド・アンド・スコティッシュ鉄道のミル・ヒル・ブロードウェイ駅があるため、当駅とミル・ヒル・イースト駅の間の区間を電化する意義も失われ、電化工事も中止された。
当駅からミル・ヒル・イースト駅までの区間では1964年まで貨物営業が行われていた。路線廃止後、線路は撤去され、駅施設は解体された。駅跡はショッピングセンターとなり、駅に至る線路跡が駐車場に出入りするための道路として活用されている。